# Liste des prévôts du chapitre Saint-Lambert de Liège
Les prévôts de Saint-Lambert sont les grand-prévôts de la cathédrale Saint-Lambert de Liège, qui, à partir du XIe siècle jusqu'à la fin de l'Ancien Régime, assure la direction du chapitre cathédral Saint-Lambert. Le prévôt était également archidiacre de Liège et substitut du prince-évêque. La prévôté de Liège est dans la principauté de Liège une fonction politique importante et qui servit de tremplin pour de nombreux prévôts. Ainsi, de nombreux prévôts de Liège sont devenus chanoines ou prévôts d'autres chapitres prestigieux. Au moins 10 prévôts de Saint-Lambert sont devenus prince-évêque de Liège, 5 archevêque de Cologne, 2 évêque de Metz, 1 archevêque de Paris et 1 évêque d'Utrecht. Au moins trois ont été créés cardinal. 

## Fonctions
Le prévôt de Saint Lambert ou Grand Prévôt de Liège avait la haute direction de toutes les affaires temporelles du chapitre et surveillait la gestion de tous les fonctionnaires ou suppôts contre lesquels il devait faire sévir par l'Official en cas de malversations ou d'autres délits. Ceux qui devaient des rentes ou prestations au chapitre, ceux qui étaient soumis aux banalités ainsi que ceux qui commettaient des crimes ou délits dans l'enclos chapitral, étaient soumis à sa juridiction. 
Lors de la vacance du siège épiscopal, il devait se concerter avec le mambour, les avoués et les autorités judiciaires pour le maintien de la tranquillité dans la principauté. Au jour choisi pour l'élection, il convoquait le chapitre dans l'église de Saint-Lambert dont il faisait garder les avenues et barrer les portes avec des chaînes. Lors des élections ou des réunions le Grand Prévôt avait le privilège de voter le premier. 
Pendant les XIIe et XIIIe siècles, les Prévôts de Saint Lambert s'arrogèrent le droit de faire frapper monnaie en leur nom pendant les vacances du siège épiscopal, ce droit leur fut enlevé après cette époque et lorsqu'en 1688 on recommença à faire monnayer sede vacante, ces monnaies furent fabriquées au nom du chapitre.

## Liste des prévôts de Saint-Lambert
| Image | Nom                                     | Période                         | Notes |
| ----- | --------------------------------------- | ------------------------------- | --- |
|       | Robert                                  | c. 1000                         | Cousin de Notger. Premier prévôt de Liège ? |
|       | Godescalc de Morialmé                   | avant 1021(?)                   | Fondateur de l'église Saint-Barthélemy. Élu évêque de Liège par le chapitre cathédral, c'est finalement Durant qui sera désigné prince-évêque |
|       | Wazon                                   | 1029 - 1042(?)                  | Écolâtre de la cathédrale Saint-Lambert de Liège. Élu prince-évêque de Liège en 1042. |
|       | Hugues                                  | 1050? - 1086                    | Également prévôt du chapitre cathédral Saint-Servais de Maastricht et archidiacre de Toxandrie (archidiaconé de Brabant) |
|       | Frédéric de Namur                       | c. 1095 - 1119                  | Également archidiacre. Prince-évêque de Liège à partir de 1119. |
|       | André de Cuyck                          | 1119 - 1123                     | Également archidiacre de Campine. Agissant de 1121 à 1123 en tant que prince-évêque de Liège. Évêque de Utrecht à partir de 1128. |
|       | Henri II de Leez                        | 1142 - 1145                     | Mentionné en 1130 comme archidiacre de Hesbaye. Archidiacre de Trèves à partir de 1135. Prince-évêque de Liège à partir de 1145. |
|       | Alexander de Oerle                      | 1145 - 1164                     | Prince-évêque de Liège à partir de 1164. |
|       | Philippe Ier de Heinsberg               | 1164? - 1168                    | Archevêque de Cologne à partir de 1168. |
|       | Albert de Rethel                        | c. 1191                         | Également archidiacre de Hainaut. Candidat à la tête de la principauté de Liège en 1191 avec Albert de Louvain. C'est finalement le candidat impérial Lothaire de Hochstaden qui sera prince-évêque. |
|       | Otto de Fauquemont                      | c. 1196                         | Fils de Gosewijn III de Fauquemont. Archidiacre de Campine à partir de 1177. |
|       | Hugues de Pierrepont                    | avant 1200                      | Prince-évêque de Liège à partir de 1200. |
|       | Jean d'Eppes                            | 1202 - 1229                     | Prince-évêque de Liège à partir de 1229. |
|       | Jacques de Lorraine                     | 1230 - 1237                     | Fils de Ferry II de Lorraine. Évêque de Metz à partir de 1239. |
|       | Henri de Beaumont                       | 1239 - 1242                     | Archidiacre de Hainaut de 1230-1239. Prévôt et archidiacre de Liège à partir de 1239. |
|       | Jean de Condé                           | 1243 - 1278                     | |
|       | Burchard de Avesnes                     | avant 1283?                     | Également prévôt de Utrecht. Évêque de Metz à partir de 1283. |
|       | Adolphe de Waldeck                      | 1283? - 1289                    | Également prévôt de Utrecht et Trèves. Prince-évêque de Liège à partir de 1301. |
|       | Arnold de Blankenheim                   | 1289 - 1312                     | Également chanoine à Cologne (église des Saints-Apôtres), Münster et Münstereiffel (église Saints-Crisant-et-Daria). Assassiné à Liège en 1312. |
|       | Bernard de Garves de Sainte-Livrade     | 1312 - 1328                     | Cardinal français né à Sainte-Livrade en Midi-Pyrénées et décédé en 1328 à Avignon. Il est un parent de Clément V. |
|       | Walram de Juliers                       | 1329 - 1331                     | Archevêque de Cologne à partir de 1331. |
|       | Engelbert III de La Marck               | 1332 - 1345                     | Prince-évêque de Liège à partir de 1345. Archevêque de Cologne à partir de 1364. |
|       | Bertrand de Deaux                       | 1345 - 1355                     | Prévôt puis archidiacre d'Embrun, il meurt le 21 octobre 1355. |
|       | Étienne Aubert                          | 1355 - 1369                     | Petit-neveu d'Innocent VI, neveu d'Andouin Aubert, cardinal d'Ostie et Velletri, cousin de Pierre de Selve, dit Pierre de Monteruc, évêque de Pampelune et cardinal de Sainte-Anastasie, est cardinal-diacre de Santa Maria in Aquiro puis cardinal-prêtre de San Lorenzo in Lucina. Surnommé le cardinal de Carcassonne, il meurt le 29 septembre 1369. |
|       | Etienne de Poissy                       | 1369 - 1373                     | Doyen de la cathédrale de Paris. Archevêque de Paris à partir de 1363. cardinal depuis 1368 et cardinal-pénitencier à partir de 1369. |
|       | Martial Le Fèvre                        | 1373 - 1375                     | Chantre d'Orléans |
|       | Simon de Brassano                       | 1375 - 1381                     | Archevêque de Milan |
|       | Robert de Flandre                       | 1381 - 1384                     | Chanoine de Liège |
|       | Jean Gilles                             | 1384 - 1407                     | Originaire de Normandie. Également chanoine de Saint-Servais de Maastricht à partir de 1386. Membre de la curie romaine (1401-1407). Nonce à Cologne. Cardinal à partir de 1405. |
|       | Jean III de Ligne                       | 1430 - 1443                     | Il se retire en 1443. Seigneur de Ligne, il succède à son père Jean II. Mort sans héritier, c'est son neveu Jean IV de Ligne qui lui succède. |
|       | Jean de Hornes                          | ? - 1483                        | Prince-évêque de Liège à partir de 1483. |
|       | François de Busleyden                   | 1485 - 1499?                    | Également prévôt de Gand à Anvers. Archevêque de Besançon à partir de 1499. |
|       | Adolphe de Schaumbourg                  | 1533 - 1546                     | Chanoine de Saint-Lambert à partir de 1528. Également chanoine à Mayence, prévôt de l'église Sainte-Croix à Liège, doyen puis prévôt de l'église Saint-Géréon de Cologne et doyen de la cathédrale de Cologne. Archevêque de Cologne à partir de 1546.                                                                                                   |
|       | Antoine de Schaumbourg                  | 1546 - 1557                     | Frère et successeur du précédent prévôt. Également prévôt de Saint-Servais de Maastricht à partir de 1543. Archevêque de Cologne à partir de 1557. |
|       | Arnold Hoen de Hoensbroeck              | 1581 - 1585                     | Chanoine de Saint-Lambert à partir de 1543. Prévôt de l'église Saint-Jean à partir de 1569. |
|       | Wynand de Wijngaerde                    | 1606 - 1618                     | |
|       | Arnold de Bocholtz                      | 1619 - 1632                     | Également prévôt de la cathédrale de Hildesheim. Également archidiacre de Liège. |
|       | Jean Frentz                             | 1633 - 1640                     | |
|       | Jean d'Elderen                          | 1640 - 1652                     | |
|       | Paulus-Johannes de Groesbeek            | 1652 - 1675                     | |
|       | Emmanuel-Théodose de La Tour d'Auvergne | 1675 - 1715                     | Fils de Frédéric-Maurice de La Tour d'Auvergne (1605-1652). Cardinal depuis 1669. Il est battu en 1694 par Joseph-Clément de Bavière pour l'élection d'évêque de Liège. Cardinal-évêque de Ostie-Velletri (également doyen du collège des cardinaux) |
|       | Maximilien-Henri de Poitiers            | 1715 - 1724                     | Également abbé à Dinant et chancelier de Joseph-Clément de Bavière. |
|       | Maximilien-Henri de Horion              | 1748 - 1759                     | Chanoine de Saint-Lambert à partir de 1710. Archidiacre de Campine à partir de 1725. Également prévôt de Maaseik et premier conseiller du prince-évêque Jean-Théodore de Bavière à partir de 1744. |
|       | Michel Walram Borchgrave d'Altena       | 13 novembre 1772 - 19 juin 1782 | Prévôt de la Collégiale de Tongres, de Président de la Chambre des Finances de la principauté de Liège et de Membre des états Nobles des Comtés de Looz et de Namur. |
|       | Ferdinand-Conrad de Haxhe               | 15 juillet 1782 - 1793          | Anti-révolutionnaire. |
|       | Jean-Louis de Sluze de Beurs            | 1793 - 1793                     | Dernier Grand Prévôt de Liège, car la république française en réunissant la principauté à la France, supprima le chapitre de Saint Lambert. |